# 연락기

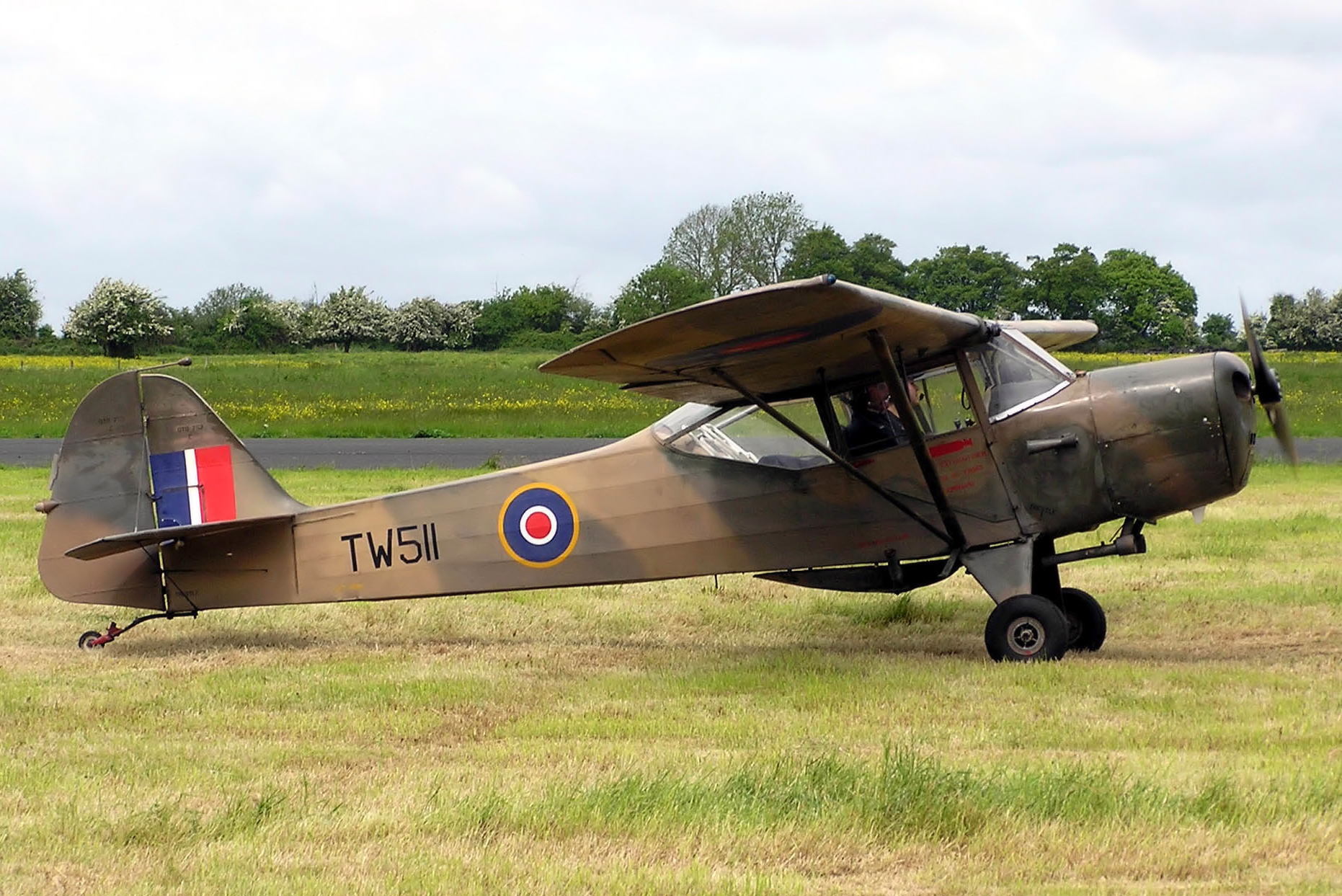
연락기

연락기(連絡機)는 군부대 사이에서 요원의 이동이나 소량의 물자 운반에 책임을 지는 항공기이다.
포병 관측 또는 지휘관 및 메시지 수송을 위해 군대에서 주로 사용하는 소형 비무장 항공기이다. 이 개념은 제2차 세계 대전 이전에 개발되었으며 전장 정찰, 항공 구급차, 기둥 제어, 경화물 운송 및 유사한 임무도 포함했다. STOL 기능을 갖춘 원시적인 조건의 소규모 미개간 분야에서 운용할 수 있는 대부분의 연락 항공기는 일반 항공 항공기로 개발되었거나 나중에 사용되었다. 고정익 항공기와 헬리콥터 모두 연락 임무를 수행할 수 있다.